# Palpomyia wittei
Palpomyia wittei är en tvåvingeart som beskrevs av Maurice Emile Marie Goetghebuer 1948. Palpomyia wittei ingår i släktet Palpomyia och familjen svidknott.
Artens utbredningsområde är Kongo. Inga underarter finns listade i Catalogue of Life.